# Armin Waldbüßer

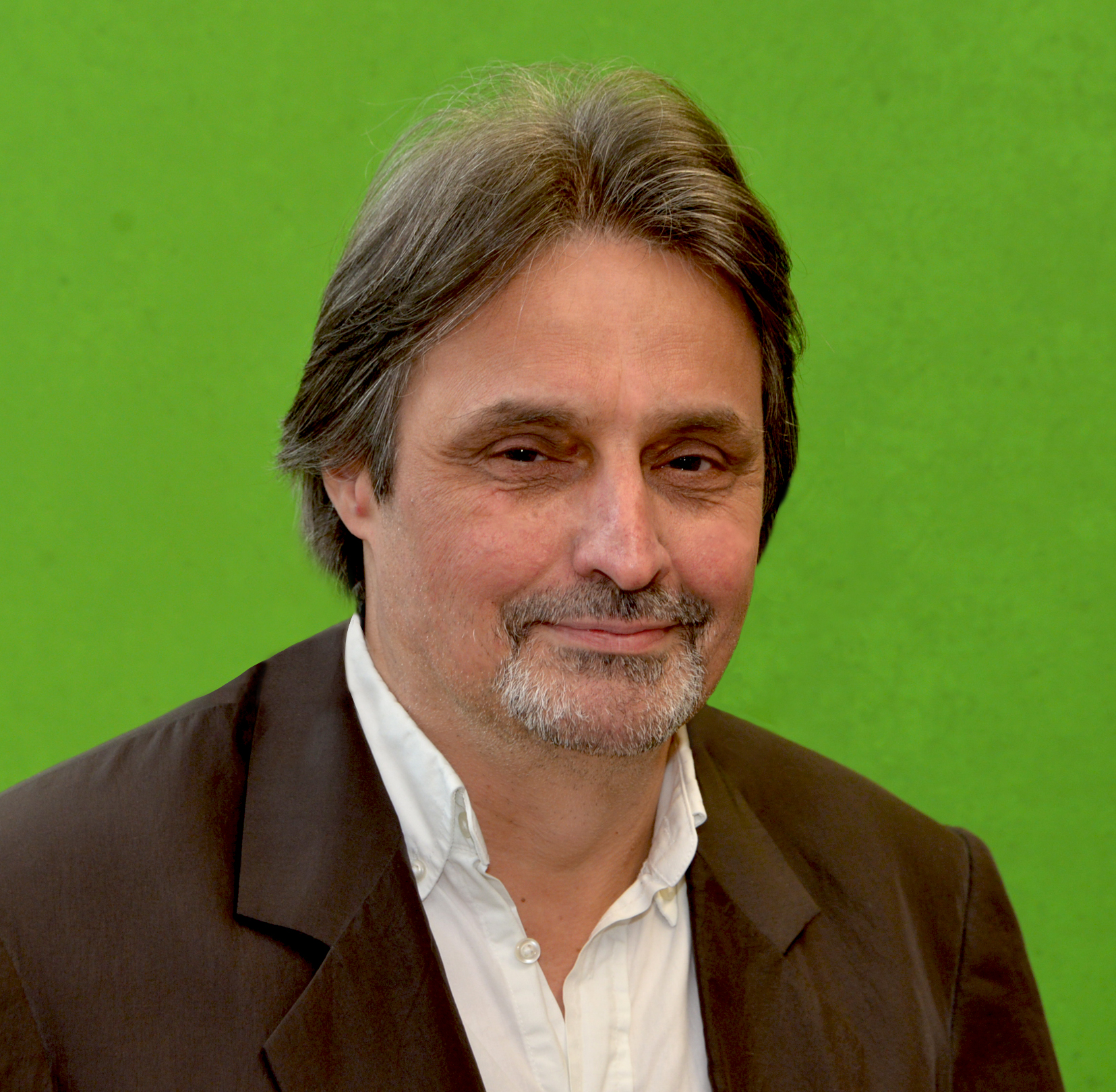
Armin Waldbüßer (2021)

Armin Waldbüßer (* 21. Oktober 1960 in Heilbronn-Sontheim) ist ein deutscher Politiker (Bündnis 90/Die Grünen). 

## Leben
Waldbüßer begann sein Berufsleben als staatlich anerkannter Erzieher. Seit 1991 ist er Inhaber eines Bioladens im Obersulmer Ortsteil Willsbach.
Den Grünen trat Waldbüßer 1983 bei. Er wurde bald in zahlreiche kommunalpolitische Ämter gewählt. So gehört er seit 1984 dem Obersulmer Gemeinderat an, seit 1986 dem Ortschaftsrat von Willsbach, seit 1989 dem Kreistag des Landkreises Heilbronn und seit 2004 der Regionalversammlung des Regionalverbands Heilbronn-Franken. Seit 2009 ist er Ortsvorsteher von Willsbach. Im Gemeinderat ist er seit 1986 Fraktionsvorsitzender, im Kreistag war er es von 1999 bis 2014.
Bei der Landtagswahl in Baden-Württemberg 2001 und der Landtagswahl 2016 trat er jeweils im Landtagswahlkreis Neckarsulm für die Grünen an, erzielte aber kein Mandat. Bei der Landtagswahl 2021 erreichte er schließlich das Erstmandat und zog in den Landtag ein. Bei der Landtagswahl 2026 kandidiert er nicht erneut.
Wichtige politische Themen sind für Waldbüßer Klimaschutz, E-Mobilität, Ausbau des Öffentlichen Personennahverkehrs und der erneuerbaren Energien sowie Ganztagsschulen.

## Privates
Waldbüßer lebt in Obersulm-Willsbach und ist Vater eines erwachsenen Sohnes. Seit 2009 ist er Vorsitzender des TSV Willsbach, des größten Obersulmer Vereins.